# Гецольд, Евгений Сергеевич
Евгений Сергеевич Гецольд (26 сентября 1924, Тюмень — 11 октября 1997, Омск) — советский и российский преподаватель. Ректор Дальневосточной государственной академии физической культуры (1968—1976). Кандидат медицинских наук. Доцент. Судья всесоюзной категории по лыжному спорту. Заслуженный работник культуры РСФСР (1975).

## Биография
Родился 26 сентября 1924 года в Тюмени.
В 1941 году после окончания средней школы был призван в ряды советской Армии и направлен в Оренбургское танковое училище. После его окончания ушел на фронт. Сражался на Белорусском и Первом Украинском фронте, был командиром танкового взвода. В Польше был ранен, потерял правую руку. Демобилизовался в звании «старший лейтенант».
В 1946—1947 годах был чемпионом Тюменской области и города Омска в лыжных гонках, чемпионом лыжной гонки Сибири и Дальнего Востока.
В 1946 году поступил в Омский государственный медицинский институт им. Калинина, который окончил в 1953 году.
С 1954 по 1959 год был преподавателем кафедры спортивной медицины и гигиены Омского государственного института физической культуры, с 1959 по 1965 год — проректором по учебной работе, с 1965 по 1968 год — проректором по научной работе.
В 1966 году защитил диссертацию на тему «Исследование состояния и взаимосвязи физического развития и некоторых двигательных функций у детей школьного возраста г. Омска» и получил степень кандидата медицинских наук.
С 1968 по 1976 год работал в должности ректора Хабаровского института физической культуры.
Входил в первый состав Совета ректоров вузов Хабаровского края, в котором возглавлял секцию физического воспитания, спорта и быта студентов. Также был председателем Омской областной федерации лыжного спорта.
В 1976 году переехал с семьей в Омск, где продолжил работу доцентом на кафедре гигиены в Омском государственном институте физической культуры.
Умер 11 октября 1997 года в Омске. Похоронен на Северо-Восточном кладбище.

## Награды и звания
- Орден Красной Звезды (1945)[8].
- Орден Отечественной войны I степени.
- Орден Трудового Красного Знамени.
- Заслуженный работник культуры РСФСР (1975)[9].

## Научные публикации
Учебно-методические пособия
- Гецольд Е. С. Таблицы для оценки физического развития школьников г. Омска. — Омск: ООВФД, 1963. — 52 с.
- Гецольд Е. С. Пути совершенствования подготовки студентов институтов физической культуры к профессиональной деятельности. — Омск: ОГИФК, 1982. — 109 с.
- Гецольд Е. С., Барановский В. А. Вопросы управления подготовкой высококвалифицированных спортсменов. — Омск: ОГИФК, 1985. — 94 с.